# Cascatas da Fírveda

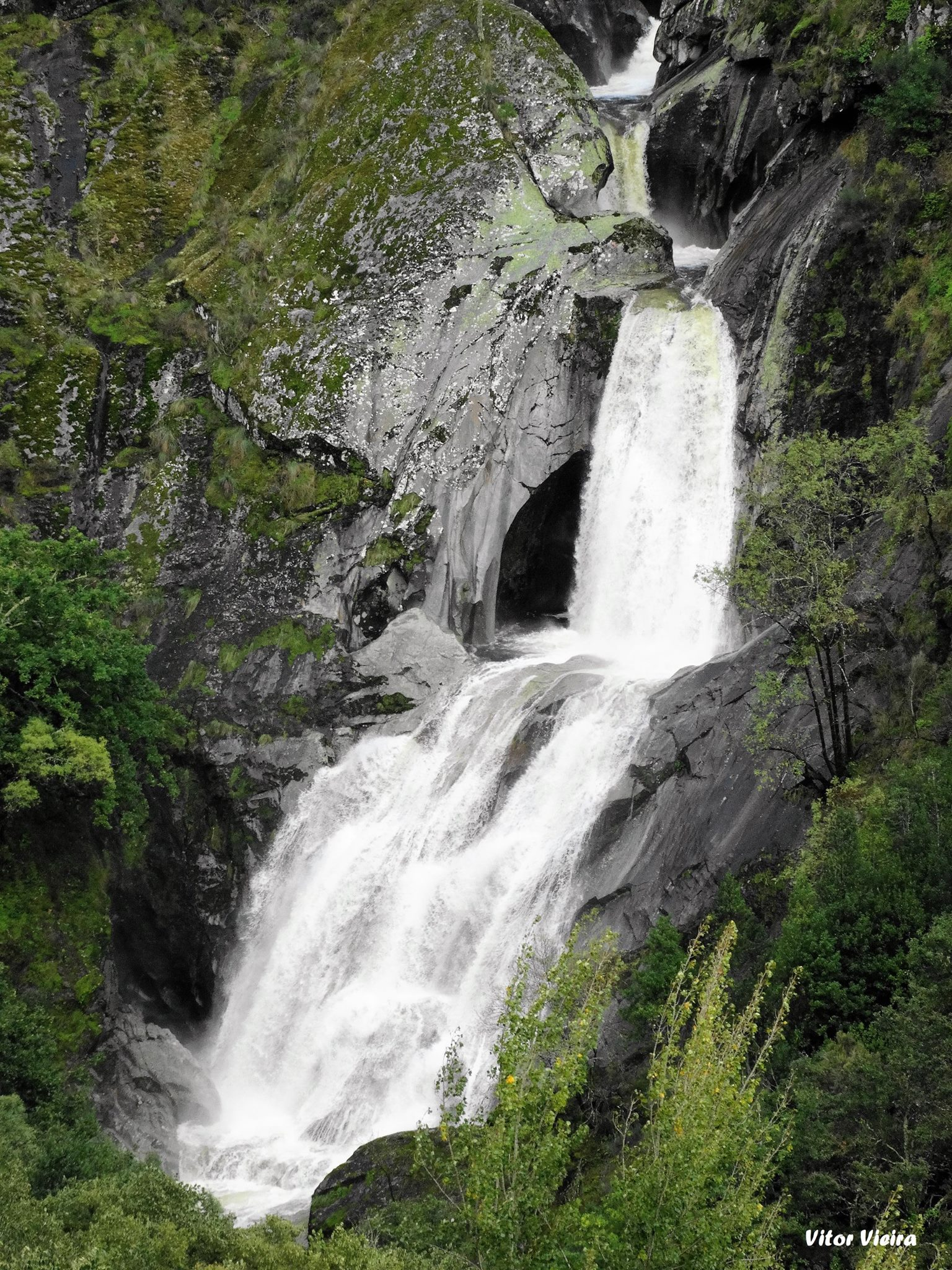
Cascatas da Fírveda - Freigil - Resende - Portugal

Localizadas na vertente setentrional da Serra do Montemuro no Concelho de Resende, eia que surgem as Cascatas da Fírveda, no Rio Cabrum, com todo o seu esplendor.
O rio Cabrum é um rio português que nasce na serra de Montemuro, próximo do maciço da Gralheira, é em grande parte a fronteira natural entre o concelho de Resende e Cinfães.
Forma-se junto do ponto culminante da serra de Montemuro a 1382 metros e, no seu percurso de 20 km, recebe alguns pequenos tributários.
A Oeste, nos limites da bacia do Cabrum (vertente setentrional da serra de Montemuro) apresentam-se pela cumeeira, descendo do ponto culminante da serra de Montemuro, até mergulhar no rio Douro.